# Équipe du Brésil de football à la Coupe du monde 1970

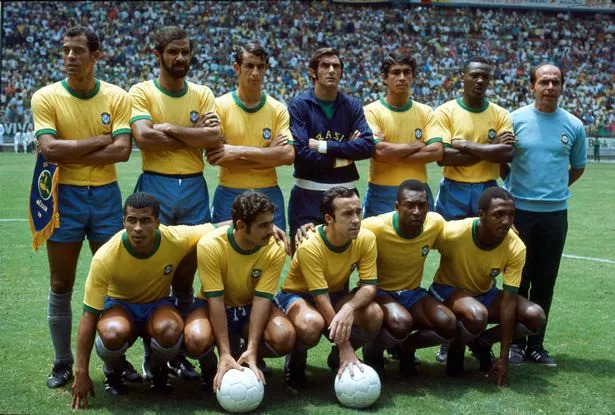
L'équipe brésilienne : de gauche à droite Brito, Carlos Alberto, Clodoaldo, Everaldo, Felix, Gerson, Jairzinho, Pelé, Piazza, Rivelino, et Tostao.

L'Équipe du Brésil de football remporte la Coupe du monde de football de 1970 au Mexique.
Le Brésil s'appuie sur une génération d'attaquants exceptionnelle avec Pelé, Gérson, Jairzinho, Rivelino et Tostão. Il s'agit de l'une des Coupes du monde les plus spectaculaires.

## Effectif
Entraîneur : Mário Zagallo
| N° | Pos.      | Nom                | Naissance et âge  | Sélections | Club             |
| -- | --------- | ------------------ | ----------------- | ---------- | ---------------- |
| 1  | Gardien   | Félix              | 24 décembre 1937  | 23         | Fluminense       |
| 2  | Défenseur | Brito              | 9 août 1939       | 28         | Flamengo         |
| 3  | Milieu    | Piazza             | 25 février 1944   | 16         | Cruzeiro         |
| 4  | Défenseur | Carlos Alberto (c) | 17 juillet 1944   | 40         | Santos           |
| 5  | Milieu    | Clodoaldo          | 26 septembre 1949 | 7          | Santos           |
| 6  | Défenseur | Marco Antônio      | 6 février 1951    | 7          | Fluminense       |
| 7  | Milieu    | Jairzinho          | 25 décembre 1944  | 45         | Botafogo         |
| 8  | Milieu    | Gérson             | 11 janvier 1941   | 54         | São Paulo        |
| 9  | Attaquant | Tostão             | 25 janvier 1947   | 36         | Cruzeiro         |
| 10 | Attaquant | Pelé               | 23 octobre 1940   | 81         | Santos           |
| 11 | Milieu    | Rivelino           | 1er janvier 1946  | 21         | Corinthians      |
| 12 | Gardien   | Ado                | 4 juillet 1946    | 2          | Corinthians      |
| 13 | Attaquant | Roberto            | 31 juillet 1944   | 9          | Botafogo         |
| 14 | Défenseur | Baldocchi          | 14 mars 1946      | 1          | Palmeiras        |
| 15 | Défenseur | Fontana            | 31 décembre 1940  | 6          | Cruzeiro         |
| 16 | Défenseur | Everaldo           | 11 septembre 1944 | 8          | Grêmio           |
| 17 | Défenseur | Joel               | 18 septembre 1946 | 26         | Santos           |
| 18 | Milieu    | Paulo César        | 16 juin 1949      | 14         | Botafogo         |
| 19 | Attaquant | Edu                | 6 août 1949       | 29         | Santos           |
| 20 | Attaquant | Dadá Maravilha     | 4 mars 1946       | 3          | Atlético Mineiro |
| 21 | Défenseur | Zé Maria           | 18 mai 1949       | 1          | Portuguesa       |
| 22 | Gardien   | Leão               | 11 juillet 1949   | 2          | Palmeiras        |

## Phase finale

### Premier tour, groupe III
Les doubles vainqueurs brésiliens retrouvent dans leur groupe les champions sortants anglais, ainsi que deux solides équipes d'Europe de l'est, la Tchécoslovaquie et la Roumanie. Le « désaccord des champions » entre le Brésil et l'Angleterre se montre à la hauteur des espérances, le Brésil gagnant 1-0 au bout d'un match de qualité. Gordon Banks, gardien de but de l'Angleterre, effectue l'un des plus célèbres arrêts de l'histoire sur une tête de Pelé placé aux six mètres. Le Brésil et l'Angleterre se qualifient sans surprise pour les quarts de finale.
| Classement final |                 |     |   |   |   |   |    |    |      |
|                  | Équipe          | Pts | J | G | N | P | BP | BC | Diff |
| 1                | Brésil          | 6   | 3 | 3 | 0 | 0 | 8  | 3  | +5   |
| 2                | Angleterre      | 4   | 3 | 2 | 0 | 1 | 2  | 1  | +1   |
| 3                | Roumanie        | 2   | 3 | 1 | 0 | 2 | 4  | 5  | -1   |
| 4                | Tchécoslovaquie | 0   | 3 | 0 | 0 | 3 | 2  | 7  | -5   |

| 2 juin  | Angleterre | 1 | 0 | Roumanie        |
| 3 juin  | Brésil     | 4 | 1 | Tchécoslovaquie |
| 6 juin  | Roumanie   | 2 | 1 | Tchécoslovaquie |
| 7 juin  | Brésil     | 1 | 0 | Angleterre      |
| 10 juin | Brésil     | 3 | 2 | Roumanie        |
| 11 juin | Angleterre | 1 | 0 | Tchécoslovaquie |

| 3 juin 1970                       | Brésil                                       | 4 - 1   | Tchécoslovaquie | Estadio Jalisco, Guadalajara                   |                                                |
| 16:00 · Historique des rencontres | Rivelino 24e · Pelé 59e · Jairzinho 61e, 81e | (1 - 1) | Petráš 11e      | Spectateurs : 52 897 Arbitrage : Ramon Barreto | Spectateurs : 52 897 Arbitrage : Ramon Barreto |
| 16:00 · Historique des rencontres | Rapport                                      |         |                 | Spectateurs : 52 897 Arbitrage : Ramon Barreto | Spectateurs : 52 897 Arbitrage : Ramon Barreto |

| 7 juin 1970                       | Brésil        | 1 - 0   | Angleterre | Estadio Jalisco, Guadalajara                   |                                                |
| 12:00 · Historique des rencontres | Jairzinho 59e | (0 - 0) |            | Spectateurs : 66 834 Arbitrage : Abraham Klein | Spectateurs : 66 834 Arbitrage : Abraham Klein |
| 12:00 · Historique des rencontres | Rapport       |         |            | Spectateurs : 66 834 Arbitrage : Abraham Klein | Spectateurs : 66 834 Arbitrage : Abraham Klein |

| 10 juin 1970                      | Brésil                        | 3 - 2   | Roumanie                         | Estadio Jalisco, Guadalajara                         |                                                      |
| 16:00 · Historique des rencontres | Pelé 19e, 67e · Jairzinho 22e | (2 - 1) | Dumitrache 34e · Dembrovschi 84e | Spectateurs : 50 804 Arbitrage : Ferdinand Marschall | Spectateurs : 50 804 Arbitrage : Ferdinand Marschall |
| 16:00 · Historique des rencontres | Rapport                       |         |                                  | Spectateurs : 50 804 Arbitrage : Ferdinand Marschall | Spectateurs : 50 804 Arbitrage : Ferdinand Marschall |

### Quart de finale
Le Brésil l'emporte sur le Pérou 4-2 au terme d'un match spectaculaire entre deux équipes portées vers l'attaque.
| 14 juin 1970                      | Brésil                                         | 4 - 2   | Pérou                       | Estadio Jalisco, Guadalajara                  |                                               |
| 12:00 · Historique des rencontres | Rivelino 11e · Tostão 15e, 52e · Jairzinho 75e | (2 - 1) | Gallardo 28e · Cubillas 70e | Spectateurs : 54 270 Arbitrage : Vital Loraux | Spectateurs : 54 270 Arbitrage : Vital Loraux |
| 12:00 · Historique des rencontres | Rapport                                        |         |                             | Spectateurs : 54 270 Arbitrage : Vital Loraux | Spectateurs : 54 270 Arbitrage : Vital Loraux |

### Demi-finale
Les demi-finales présentent des affiches prestigieuses avec quatre équipes ayant toutes au moins un titre à leur palmarès. Le Brésil défait l'Uruguay 3-1 dans une demi-finale au goût de finale, qui a comporté un autre moment lumineux  du roi Pelé : sur une ouverture au ras du sol, il se trouve en face-à-face avec le gardien uruguayen Ladislao Mazurkiewicz. Arrivant de la droite avec le ballon venant sur sa gauche, le gardien anticipe sur un contrôle et une course balle au pied de Pelé. Le Brésilien, laissant parler tout son génie, ne touche pas le ballon et effectue ainsi un grand pont sur le gardien. Malheureusement ce coup de génie n'aura pas le destin qu'il mérite car Pelé croise trop son tir vers le but vide et la balle frôle le poteau. Il s'agit pour beaucoup, d'un des plus beaux gestes du créateur et buteur brésilien, illustrant l'instinct et l'innovation de ce joueur d'exception.
| 17 juin 1970                      | Brésil                                       | 3 - 1   | Uruguay     | Estadio Jalisco, Guadalajara                                  |                                                               |
| 16:00 · Historique des rencontres | Clodoaldo 44e · Jairzinho 76e · Rivelino 89e | (1 - 1) | Cubilla 19e | Spectateurs : 51 261 Arbitrage : José María Ortiz de Mendíbil | Spectateurs : 51 261 Arbitrage : José María Ortiz de Mendíbil |
| 16:00 · Historique des rencontres | Rapport                                      |         |             | Spectateurs : 51 261 Arbitrage : José María Ortiz de Mendíbil | Spectateurs : 51 261 Arbitrage : José María Ortiz de Mendíbil |

### Finale
Dans la finale, le Brésil frappe le premier, une tête de Pelé sur un centre de Rivelino à la 18e minute. Roberto Boninsegna égalise pour l'Italie après un cafouillage dans la défense brésilienne. Dans la deuxième mi-temps, la puissance de feu et la créativité du Brésil ont raison de l'Italie, restée accrochée à son système défensif prudent. Gérson double la mise pour le Brésil d'un tir puissant des 20 mètres. Il frappe ensuite un coup franc des 40 m sur Pelé qui remet de la tête sur Jairzinho lancé qui ne peut que marquer. Après une magnifique démonstration de maîtrise collective face à des Italiens déboussolés, Pelé décale son capitaine Carlos Alberto sur le flanc droit pour le dernier but. Le but de Carlos Alberto, après une série de mouvements par l'équipe brésilienne de la gauche au centre, est un modèle de construction. Cette victoire a consacré le premier tri-campeão (triples champions) dans l'histoire du football. Du côté italien, une vive polémique s'installe à propos du Ballon d'or en titre, Gianni Rivera, qui n'est entré en jeu qu'à la 84e minute, soit après le but de Carlos Alberto.
Avec cette troisième victoire après 1958 et 1962, le Brésil a gagné le droit de conserver la Coupe Jules-Rimet définitivement (ironiquement, elle a été volée en 1983 à Rio de Janeiro et n'a jamais été récupérée). L'entraîneur brésilien Mário Zagallo était le premier footballeur à devenir champion du monde en tant que joueur (1958, 1962) et entraîneur, et Pelé est toujours le seul joueur à avoir gagné trois coupes du monde.
| Entraîneur :  |
| Mário Zagallo |

| Entraîneur :         |
| Ferruccio Valcareggi |

| Entraîneur :  |
| Mário Zagallo |

| Entraîneur :         |
| Ferruccio Valcareggi |

## Meilleurs buteurs
L'excellent ailier brésilien Jairzinho a marqué au moins un but dans chacune des six rencontres que le Brésil a jouées (dans le premier match, contre la Tchécoslovaquie, il en a marqué deux), un exploit qui n'a été jamais répété.